# Pseudognaptodon ocellatus
Pseudognaptodon ocellatus är en stekelart som beskrevs av Williams 2004. Pseudognaptodon ocellatus ingår i släktet Pseudognaptodon och familjen bracksteklar. Inga underarter finns listade i Catalogue of Life.